# Inscription de Kinéas
 (juillet 2022).
L'inscription de Kinéas est une inscription lapidaire comportant des maximes delphiques, retrouvée sur le site archéologique de la cité gréco-bactrienne de Aï Khanoum en Afghanistan, à la frontière de l'Inde ancienne. Au niveau de la datation, elle est située à la limite du IVe et du  IIIe siècle av. J.-C., soit aux alentours de 300 av. J.-C.. L'inscription de Kinéas présentait, bien en évidence sur la place centrale de la ville, le code moral, philosophique et éthique de cette cité nouvellement fondée. Elle a peut-être été à l'origine du développement du code moral développé quelques années plus tard en Inde dans les édits d'Ashoka.

## Emplacement
L'inscription a été retrouvée dans la ville basse, sur la place centrale de la cité, à côté de l'entrée du palais et sur une terrasse artificielle, à proximité d'un monument en forme de petit temple grec témoignant de la coutume grecque de la sépulture entre les murailles accordée aux grands bienfaiteurs de la ville ou à des personnages lui ayant rendu service. Une chapelle funéraire munie d'un porche à deux colonnes de bois abrite le sarcophage de Kinéas, sans doute le fondateur de la cité mandaté par Séleucos Ier ; le lieu est sans doute un hérôon. L'accès au monument bâti sur une terrasse se fait par un escalier. Dans l'édifice situé à proximité du palais, outre le fondateur ou bienfaiteur de la cité, sont peut-être inhumés des membres de sa famille.

## L'inscription
L'inscription se trouve sur un gros bloc de calcaire (28x65x46 cm), dont une mortaise sur la face supérieure indiquant qu'elle avait le rôle d'un socle, venant soutenir une stèle non retrouvée. Les inscriptions retrouvées sont semble-t-il la continuation du texte qui était inscrit sur la stèle, mais qui du fait de l'espace insuffisant sur la stèle a été écrit en débordement sur le socle.
Un homme du nom de Cléarque, probablement le philosophe péripatéticien Cléarque de Soles, de passage ici au début du IIIe siècle av. J.-C., fait graver une stèle avec des maximes delphiques ; il s'agit là d'une des découvertes précieuses du site. La stèle est en calcaire, 28 × 65,5 × 46,5 cm, datée du début du IIIe siècle av. J.-C.,.
Il y a deux inscriptions sur la stèle. La première, apparaissant sur la partie gauche, y décrit la contribution de Cléarque, qui aurait minutieusement copié les maximes du « sanctuaire pythique sacro-saint », c'est-à-dire du Temple d'Apollon à Delphes, pour venir les inscrire à Aï Khanoum.

« Ces sentences des anciens se trouvent dans le sanctuaire pythique sacro-saint. C'est Cléarque qui les y copia minutieusement et les mit ici, dans le sanctuaire resplendissant de Kinéas. »

La deuxième inscription, apparaissant sur la partie droite, est l'inscription de Cléarque de Soles à proprement parler :

« Dans l'enfance, sois modeste.
Dans la jeunesse, sois robuste.
A l'âge mûr, sois juste.
Dans la vieillesse, sois judicieux.
 A l'heure de la mort, sois sans affliction… »

Temple d'Apollon à Delphes
Ces maximes proviennent d'une sélection des Sentences des Sept Sages légendaires, faite par Sosiades, qui ont été publiées dans Stobée. Elles se trouvaient à l'origine inscrites sur des piliers du temple d'Apollon de Delphes, mais ont depuis disparu. On les connait aussi sous le nom de maximes delphiques.
Une deuxième inscription a été retrouvée à une distance d'1 mètre environ, sur un petit bloc de calcaire (en haut à gauche de la photographie), et portant aussi une inscription appartenant au corpus de Sosiades :

« Bénis tout le monde.
Sois philosophe. »

Il s'agit cette fois-ci des maximes 46 et 47 du corpus de Sosiadès. Louis Robert, qui a publié l'inscription en 1968, déduit de ces fragments et des fouilles attenantes, que devant l'hérôon de Kinéas étaient disposées trois stèles ou colonnes, exposant l'ensemble des 140-150 maximes recensées par Sosiades.
Autres maximes des Sept Sages

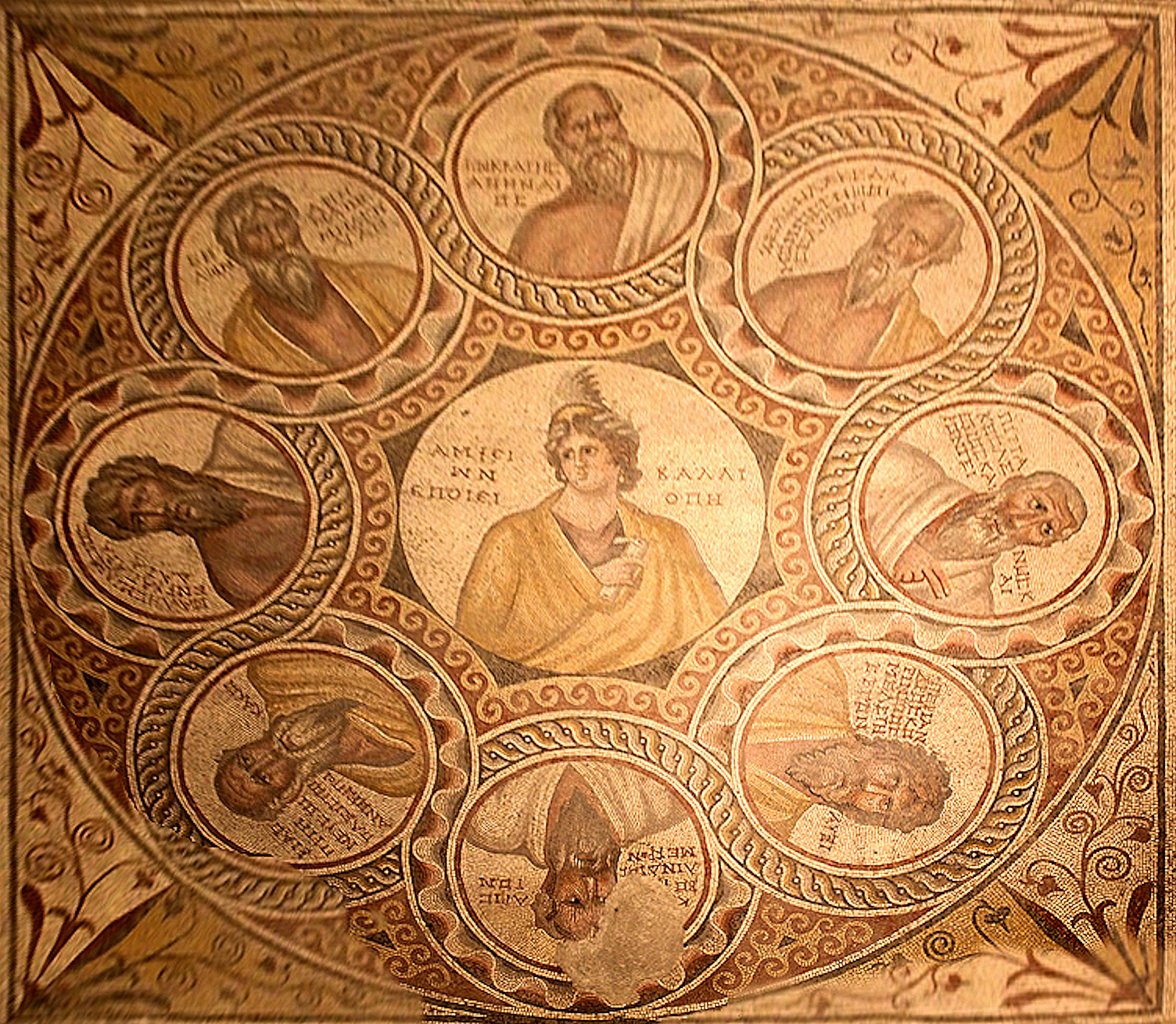
Mosaïque des Sept sages de Grèce: Calliope, entourée de Socrate et les sages

Parmi les 140-150 maximes recensées par Sosiades, mais non visibles en l'état à Aï Khanum, on peut aussi citer parmi les maximes les plus importantes:

« Obéis à la Divinité.
Obéis à la Loi (no 2).
Obéis à la légitimité.
Respecte tes parents (no 4)
Acquiers les connaissances en étudiant.
Après avoir ouï, réfléchis.
Connais-toi toi même (no 8)
Entraîne ton esprit (no 16)
Ayant l'intention de te marier, choisis le temps pour le faire.
Sois bienveillant avec les animaux.
Sois bienveillant envers tout le monde (no 98)
Couronne tes ancêtres (no 123)
Respecte ton aîné (no 127) »

On peut donc considérer que l'Inscription de Kinéas présentait, bien en évidence sur la place centrale de la ville, le code moral, philosophique et éthique de cette cité nouvellement fondée.

## Similitudes avec les édits d'Ashoka

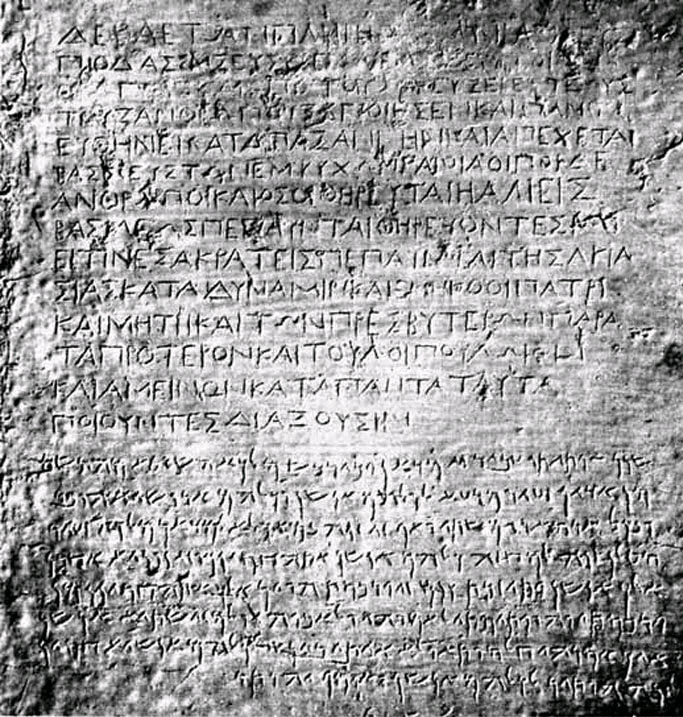
Inscription bilingue de Kandahar (Grec et Araméen) par l'empereur Ashoka, établie à ,Kandahar,

Selon Valeri Yailenko, ces inscriptions auraient probablement influencé la rédaction des édits d'Ashoka quelques décennies plus tard, aux alentours de 260 av. J.-C.. En effet, ces édits mettent en avant des règles morales extrêmement proches de l'inscription de Kinéas, à la fois en termes de contenu et de formulation.
Le premier édit rédigé par Ashoka était l'inscription bilingue de Kandahar établie à Chilzina (en), Kandahar, au centre de l'Afghanistan, à seulement 600 km de Aï Khanoum, « en l'année 10 de son règne ». Les autres inscriptions d'Ashoka, en langues indiennes, ne furent publiées qu'à partir de 3 à 4 ans plus tard. L'inscription de Kandahar utilise exclusivement le Grec et l'Araméen, pour communiquer son message aux populations Grecques et Perses de la région.
Dans cet édit fondateur, Ashoka proclame :

« Au bout de dix ans, le roi Piyadasi fit instruire les gens dans la piété, et après il les rendit plus pieux, et tout prospère dans chaque pays. Le roi s'abstient de faire mourir les animaux, et d'autres gens, fussent des chasseurs ou des pêcheurs du roi, cessèrent leur chasse et leur pêche. Et si certains intempérants commençaient, dans la mesure du possible, à s'abstenir de l'intempérance et à obéir à leurs père et mère et aux aînés, en dépit du passé, pour l'avenir, en agissant conformément à tout cela, leur vie deviendrait meilleure et plus belle. »

— Édit bilingue de Kandahar, Ashoka, env. 260 av. J.-C..
Les expressions courtes, aphoristiques, les termes abordés, le vocabulaire même, sont autant d'éléments de similitudes avec l'inscription de Kinéas. Les édits d'Ashoka sont surtout de nature morale, plus que religieuse. Dans son édit de Kandahar il utilise le mot grec pour « piété » (εὐσέβεια, Eusebeia), pour traduire le mot de Dharma utilisé dans ses inscriptions de langue indienne. Dans son édit no 2, Ashoka donne une définition plutôt morale de ce qu'il appelle le Dharma :

« Le Dharma est excellent. Mais qu'est ce que le Dharma ? Le moins de mal possible. Beaucoup de bien. La pitié, la charité, le véracité, et aussi la pureté de la vie. »

— Ashoka, édit no 2, env. 260 av. J.-C..
Valeri Yailenko a établi une comparaison concepts à concepts entre le corpus des Sept Sages antiques et les inscriptions d'Ashoka :
| Maximes des Sept Sages (Numérotation de Sosaides)                                                                                            | Edits d'Ashoka (Numérotation: R pour "Inscriptions rupestres" C pour "Inscriptions sur colonnes" |
| --- | --- |
| Conformation au Dharma | |
| Obéis à la Loi (N°2) Obéis à la légitimité (N°5)                                                                                             | Faire connaître le Dharma et obéir à ses principes, est la meilleure façon d'exister (R4 et autres) |
| Connais-toi toi-même (N°8) Entraîne ton esprit (N°16) Louange la vaillance (N°25) Exerce-toi à la grandeur d'âme (N°29)                      | Une réalisation du Dharma est impossible sans vaillance (R4) |
| Attitude envers la famille | |
| Respecte tes parents (N°4) Respecte ton ainé (N°127) Respecte l'autel domestique (N°12) Couronne tes ancêtres (N°123) Estime l'amitié (N°19) | L'homme doit agir d'une façon convenable envers ses parents (R4) L'homme doit être parfaitement courtois et généreux envers ses amis, ses proches, les gens de sa connaissance et ses parents (R3, R13...) |
| Qualités de l'individu | |
| Sois affable (N°31) Bénis tous (N°46) Sois bienveillant envers tout le monde (N°94)                                                          | L'homme doit être doux et clément (R13...) |
| Aie pitié du malheureux (N°135) | L'homme doit avoir pitié (C2) |
| Abhorre la calomnie (N°63) | L'homme doit respecter la véracité (C2) |

Une deuxième inscription en Grec d'Ashoka, les Édits grecs d'Ashoka, composée d'une version en langue grecque de la fin de l'Edit N°12 et du début de l'édit N°13, comporte aussi de telles similitudes.

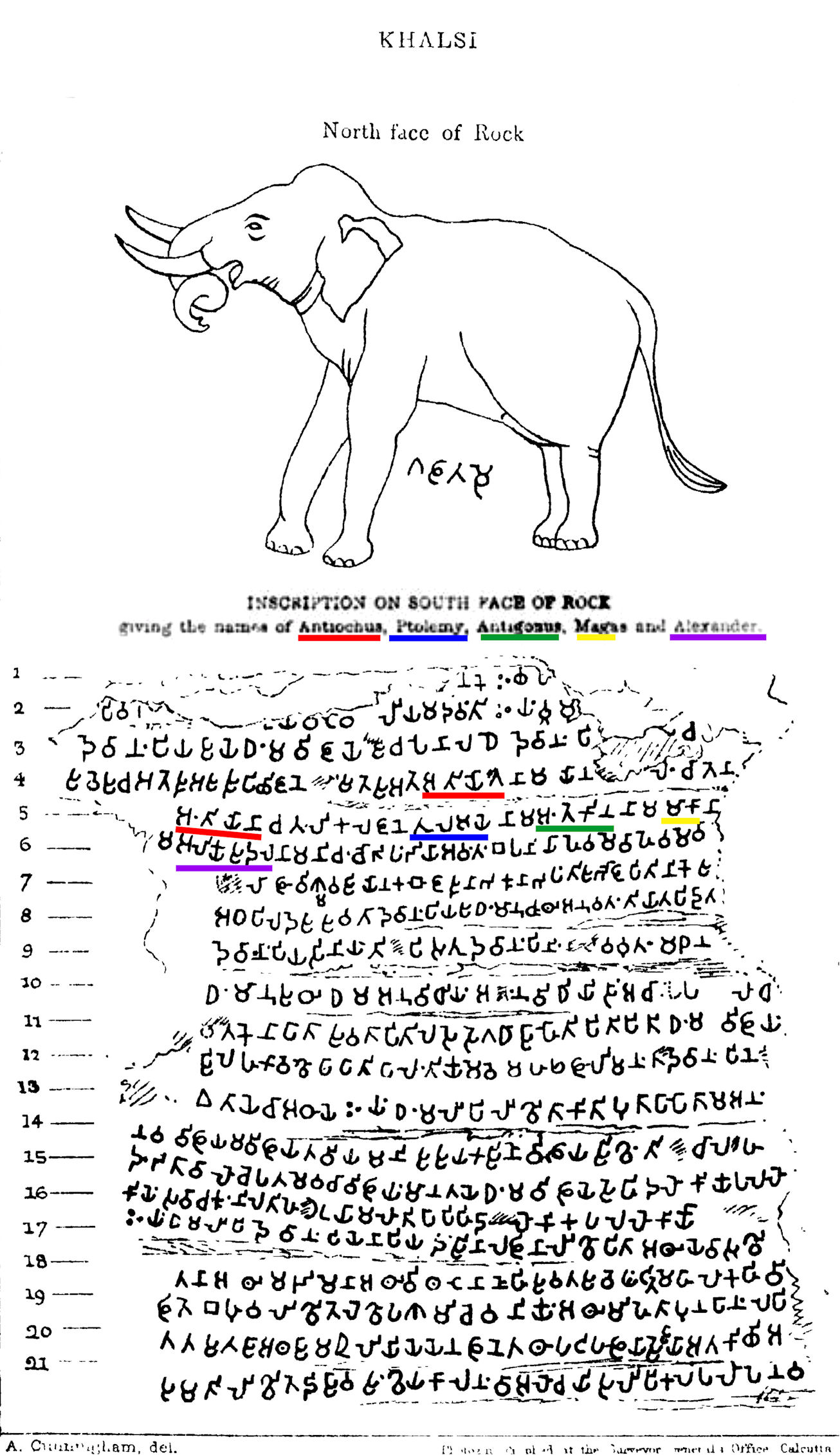
L'édit N°13 de l'inscription de Khalsi, avec la mention des rois hellénistiques Antiochos II, Ptolémée II, Antigone II Gonatas, Magas de Cyrène et Alexandre II d'Épire

Valeri Yailenko rappelle enfin que selon la tradition, Ashoka aurait été gouverneur de la ville de Taxila avant le début de son règne, et donc en grande proximité avec les communautés grecques aux confins occidentaux de l'Inde. Le fait qu'Ashoka mentionne les principaux souverains hellénistiques de son époque avec leur localisation précise dans l'édit no 13 de l'inscription de Khalsi montre sa grande connaissance du monde grec. Enfin une communication d'Hégésandre (Athénée, Les Deipnosophistes, XIV, p. 652-653) nous informe que le roi Bindusara, père d'Ashoka, avait justement demandé à Antiochos Ier d'envoyer un philosophe grec à sa cour,. Plutarque a aussi mentionné le pouvoir de la philosophie grecque sur les indiens : « Ô l'admirable philosophie, dont l'influence est telle, que les Indiens adorent les divinités de la Grèce ». Valeri Yailenko conclut en affirmant que la philosophie hellénistique « influença l'essentiel du bouddhisme et, avant tout, la tradition morale puisée dans le dharma d'Ashoka »[Interprétation personnelle ?].

## Numéros d’inventaire au musée national afghan de Kaboul
1. ↑  M.K. 05.42.13.

## Ouvrages
- Paul Bernard, « Aï Khanoum en Afghanistan hier (1964-1978) et aujourd'hui (2001) : un site en péril. Perspectives d'avenir (information) », Comptes-rendus des séances de l'Académie des Inscriptions et Belles-Lettres, vol. 145, no 2,‎ 2001, p. 971-1029 (lire en ligne).
- Guy Lecuyot et Osamu Ishizawa, « Aï Khanoum, ville grecque d’Afghanistan en 3D », Archéologia, no 420,‎ mars 2005, p. 60-71 (résumé).
- Valeri P. Yailenko, « Les maximes delphiques d'Aï Khanoum et la formation de la doctrine du dharma d'Asoka », Dialogues d'histoire ancienne, vol. 16, no 1,‎ 1990, p. 239-256 (lire en ligne).
- Daniel Schlumberger, « De la pensée grecque à la pensée bouddhique », Comptes rendus des séances de l'Académie des Inscriptions et Belles Lettres, vol. 116e année, no 1,‎ 1972, p. 188-199 (lire en ligne).
- Louis Robert, « De Delphes à l'Oxus, inscriptions grecques nouvelles de la Bactriane », Comptes rendus des séances de l'Académie des Inscriptions et Belles-Lettres, vol. 112, no 3,‎ 1968, p. 416-457 (lire en ligne).